# 小西門模範廁
小西門模範廁位於中華民國金門縣金城鎮的小西門聚落，是該聚落僑民吳朝坪返鄉興建大厝後，覺得屋前的屎礐（茅坑）有礙觀瞻，遂說服其主人將其填平，另在聚落西南購地興建新廁，於民國九十六年（2007年）9月26日公告為縣定古蹟。

## 沿革
該模範廁的建造者吳朝坪（1854年－1936年11月4日）年少時討海為生，因當時海盜猖獗而謀生不易，三十多歲時到印尼蘇門答臘從事勞力工作，後經營菸酒生意有成，近五十歲時返回金門故里陸續興建三幢二落大厝。第一幢於清光緒二十九年（1903年）落成，但屋前有幾座為了收集水肥而設的舊式「屎礐」，令吳朝坪覺得有礙觀瞻且影響衛生，遂去說服「屎礐」的主人將坑填平，他再另外在聚落西南購地興建新的公廁。新廁約建於民國六年（1917年），完成之後受村民肯定，遂稱之為模範廁。廁所共22間，除兩個為吳家自用外，剩下的一戶分配一組，分別管理自己的廁所衛生與收集池的水肥。

## 建築
小西門模範廁依照原有「屎礐」的坑數，建造了22個廁所坑位與屎礐池，分左右兩排，按單數雙數排列，其中進門後左右兩邊為1、2號，為吳朝坪自家所有，兩邊牆壁加高並蓋有木構板瓦屋頂，剩下的則為露天坑位，供村民使用。坑位基座使用花崗石條（長1.6公尺，寬25到30公分，中縫約20公分寬）作為腳踏，牆壁則是用夯土砌築（內添加碎瓦片）後外抹蚵殼灰修飾，而收集池則為磚砌，表面亦抹蚵殼灰。模範廁長18.5公尺，寬5.75公尺，中央有一條寬約1公尺的走道，每間廁所內部長1.45公尺，寬0.98公尺，進出口則寬45公分。屎礐池深約2公尺，內徑長1.4到1.5公尺，寬約1.75公尺，各池的間隔牆則厚約15公分。

## 延伸閱讀
- 《金門縣定古蹟小西門模範廁修復及再利用計畫成果報告書》